# Phương trình chuyển động
Trong vật lý toán học, phương trình chuyển động là các phương trình mô tả hành vi của một hệ vận động về chuyển động của nó như một hàm số theo thời gian.
Trong chuyển động của chất điểm, hàm số biểu diễn được sự thay đổi vị trí của chất điểm trong không gian theo thời gian được gọi là phương trình chuyển động. Thuật ngữ này phân biệt với phương trình quỹ đạo là phương trình mô tả mối liên hệ giữa các tọa độ vị trí của vật mà không có tham số thời gian. Phương trình chuyển động có thể sử dụng để tìm ra phương trình quỹ đạo.

## Chuyển động thẳng
Chuyển Động Thẳng một loại di chuyển của vật theo đường thẳng hàng
- Vận tốc có ký hiệu, {\displaystyle v}, bằng quãng đường chia cho thời gian:

{\displaystyle v={\frac {s}{t}}}
- Quãng đường có ký hiệu, {\displaystyle s}, bằng vận tốc nhân thời gian:

{\displaystyle s=v\times t}
- Gia tốc có ký hiệu là {\displaystyle a}, bằng vận tốc chia thời gian:

{\displaystyle a={\frac {v}{t}}}
- Lực có ký hiệu {\displaystyle F}, bằng khối lượng nhân gia tốc:

{\displaystyle F=m\times a}
- Công có ký hiệu {\displaystyle A}, bằng lực nhân quãng đường:

{\displaystyle A=F\times s}
- Công suất có ký hiệu {\displaystyle P}, bằng công chia thời gian:

{\displaystyle P={\frac {A}{t}}}

## Động lượng
Chuyển động thẳng một Khối lượng ở một vận tốc
- Động lượng có Ký hiệu, {\displaystyle p}, bằng tích Khối lượng nhân Vận tốc

{\displaystyle p=m\times v}
- Lực có ký hiệu {\displaystyle F}, bằng tích Khối lượng nhân Gia tốc

{\displaystyle F=m\times a=m{\frac {v}{t}}={\frac {p}{t}}}
- Công có ký hiệu {\displaystyle W}, bằng lực nhân quãng đường:

{\displaystyle W=F\times s=F\times v\times t=p\times v}
- Năng lượng có Ký hiệu {\displaystyle E}, bằng tỉ lệ năng lực chia thời gian

{\displaystyle E={\frac {W}{t}}=F{\frac {s}{t}}=F\times v=F\times a\times t=p\times a}

## Chuyển động không thẳng
Chuyển động thẳng một loại di chuyển của vật theo đường thẳng hàng
- Vận tốc có ký hiệu, {\displaystyle v}, bằng tỉ lệ đường dài chia thời gian

{\displaystyle v=v(t)}
- Thời gian có ký hiệu, {\displaystyle t}, thời gian

{\displaystyle t}
- Đường dài có ký hiệu, {\displaystyle s}, bằng tích vận tốc nhân thời gian

{\displaystyle s=\int f(t)dt}
- Gia tốc có ký hiệu, {\displaystyle a}, bằng tỉ lệ vận tốc chia thời gian

{\displaystyle a={\frac {dv}{dt}}}
- Lực có Ký hiệu {\displaystyle F}, bằng tích Khối lượng nhân Gia tốc

{\displaystyle F=m{\frac {dv}{dt}}}
- Công có ký hiệu {\displaystyle W}, bằng tích lực nhân đường dài

{\displaystyle W=F\int f(t)dt}
- Năng lượng có Ký hiệu E , bằng tỉ lệ công chia thời gian

{\displaystyle E={\frac {F}{t}}f(t)dt}

## Chuyển động tuần hoàn (dao động điều hòa)
Chuyển động tuần hoàn là một dạng chuyển động có phương cố định nhưng chiều thay đổi theo thời gian và quãng đường di chuyển không đổi
Thường được biểu diễn bằng hàm sin hoặc hàm cos như sau:
{\displaystyle x=Acos(wt+p)}

## Dao động
Là sự di chuyển liên hồi của một vật tại một điểm xác định với tần số (hz) trên thời gian (s).